# Petr Ivanovič Pankov
Svatý Petr Ivanovič Pankov (1901 – 26. dubnajul./ 9. května 1918greg., Usť-Nugr) byl laik ruské pravoslavné církve a mučedník.

## Život
Narodil se roku 1901 jako syn kněze Ivana Pankova.
Byl studentem Orelského duchovního semináře. Více informací o jeho životě nejsou známy.
Dne 26. dubna 1918 byl ve vesnici Usť-Nugr při útěku na ulici zabit rudoarmějci. Spolu sním byl zabit jeho otec, starší bratr Nikolaj, muž který přišel do domu kněze vyjednat svatbu a další muž, který se náhodou nacházel poblíž chrámu.
Byl pohřben se svým otcem a bratrem na farním hřbitově.

## Kanonizace
Dne 20. srpna 2000 jej, jeho otce a bratra Ruská pravoslavná církev svatořečila jako mučedníky a byli zařazeni mezi Sbor všech novomučedníků a vyznavačů ruských.
Jeho svátek je připomínán 9. května (26. dubna – juliánský kalendář).